# 圆果堇菜
圆果堇菜（学名：Viola sphaerocarpa）是堇菜科堇菜属的植物，为中国的特有植物。分布于中国大陆的四川等地，生长于海拔1,800米的地区，多生在山地林下、林缘以及灌木林下，目前尚未由人工引种栽培。